# Історія Німеччини (1945–1990)
Історія Німеччини (1945–1990) — період у історії Німеччини, який починається від закінчення Другої світової війни  до об'єднання Східної та Західної Німеччини.

Західна та Східна Німеччина

В результаті поразки Нацистської Німеччини у Другій світовій війні, її було поділено на західну і східну між двома найбільшими блоками рішенням ялтинської та потсдамської конференцій.

## Наслідки війни

Територіальні втрати Німеччини після 1945 року

На той час, як 7 мільйонів полонених і в'язнів концтаборів залишили Німеччину, понад 10 мільйонів німецькомовних біженців повернулись зі Східної Європи, де умови життя були значно жорсткішими. Багатьох німецьких військовополонених було залучено до примусової праці на користь країн, спустошених Німеччиною у ході війни. Крім того, як компенсацію до цих країн було вивезено частину промислового обладнання.

## Поділ Німеччини

Кордони окупаційних зон Німеччини після 1945 року

Німеччину було позбавлено воєнних здобутків, а її східні території було передано Польщі і Радянському Союзу. Холодна війна розколола Німеччину між союзниками на заході і соціалістами на сході. Німці мали обмежені права в управлінні країною аж до 1949, коли утворилося дві держави; Федеративна Республіка Німеччина (Західна Німеччина), що стала на шлях парламентської демократії з капіталістичною системою, вільним віросповіданням і профспілками. Інша держава — Німецька Демократична Республіка (Східна Німеччина) була значно меншою за розмірами і керувалася за принципами сталінської тоталітарної системи з комуністичним керівництвом, призначеним Йосипом Сталіним задля включення її у сферу впливу Радянського Союзу.

## Розвиток та стагнація
Разом із досягненнями канцлера Конрада Аденауера з налагодження мирних відносин з Францією, Ізраїлем і Сполученими Штатами, вступом до НАТО і згодом до ЄС, Західна Німеччина, завдяки «економічному диву» 1950 року, стала країною з найшвидшими темпами розвитку в Європі. Східна Німеччина переживала стагнацію, адже її економіка, керована за соціалістичними принципами, була залежна від Радянського Союзу; секретна поліція (Штазі) жорстко контролювала повсякденне життя, а Берлінський мур (зведений 1961 року) зупинив стабільний потік біженців на захід.

## Об'єднання Німеччини
Німеччина об'єдналась у 1990 році, одразу після краху східнонімецького комуністичного режиму.